# Streptocarpus huamboensis
Streptocarpus huamboensis är en tvåhjärtbladig växtart som beskrevs av Brian Laurence Burtt. Streptocarpus huamboensis ingår i släktet Streptocarpus och familjen Gesneriaceae. Inga underarter finns listade i Catalogue of Life.